# Wayward Sons
Wayward Sons est un groupe britannique de hard rock. Il est formé en 2017 par l'ancien leader des Little Angels, Toby Jepson. Le groupe comprend également le guitariste principal Sam Wood, le guitariste basse Nic Wastell et le batteur Phil « Martini » Martin. Le claviériste Dave Kemp en faisait également partie jusqu'à son départ en 2021. Wayward Sons compte trois albums, qui se sont tous classés dans le top 100 officiel britannique.

## Histoire
Frontiers Music approche Jepson en 2016 dans le but de ressusciter sa carrière musicale après une longue pause, reconnaissant ses capacités en tant que vocaliste et auteur-compositeur talentueux. Jepson s'était promis que si une telle opportunité se présentait, ce serait selon ses propres termes. L'offre de Frontiers le permettait et, douze mois plus tard, Jepson avait créé un groupe de rock de cinq musiciens,. Malgré sa jeunesse, Jepson voyait en Wood un guitariste exceptionnellement doué qui serait parfait pour le son à la fois moderne et classique qu'il souhaitait pour son nouveau groupe. Le bassiste Nic Wastell et Jepson étaient amis depuis l'époque des Little Angels, partageant le même label avant que les Little Angels ne signent chez Polydor à la fin des années 1980. Jepson produit deux albums pour le groupe de Wastell, Chrome Molly. Wastell est réputé pour son énergie sur scène.
Le 15 septembre 2017, Wayward Sons sort Ghosts of Yet to Come, leur premier album sur Frontiers Records. Enregistré et co-mixé par Jepson et Chris D'Adda aux Vale Studios, dans le Worcestershire, au Royaume-Uni, l'album estn accueilli par la presse musicale britannique et les ventes sous-projetées causent une rupture de stock temporaire chez Frontiers. L'album atteint la 71e place des charts officiels britanniques. Le 5 décembre 2017, les Wayward Sons sont présélectionnés pour le prix « groupe scénique de l'année » de Planet Rock, prix qu'ils remportent par la suite.
Après la sortie des singles Big Day, Faith In Fools, Even Up the Score et Bloody Typical, le troisième album sort le 8 octobre 2021 et se place immédiatement à la deuxième place des Rock and Metal Charts britanniques, à la sixième place des Independent Charts britanniques, et à la dix-neuvième place des Vinyl Charts britanniques. Il atteint la 98e place du classement national britannique. Un troisième comic-book est publié avec l'album, contenant des nouveaux morceaux ainsi que du contenu retravaillé à partir des deux premiers épisodes. Jepson produit un guide piste par piste de l'album qui est publié sur la liste « Classic Rock » du site web LouderSound.
L'EP de 7 titres sorti le 17 juin 2022. L'EP fait suite à la sortie de leur dernier album studio, Even Up the Score, qui sort en octobre 2021. Le titre comprend trois nouvelles chansons inédites qui sont  enregistrées pendant les sessions de Even Up the Score ainsi que trois titres qui n'étaient auparavant sortis qu'en format physique, et une version studio live d'un titre précédemment sorti en studio en tant que bonus track au Japon. 

## Discographie
- 2017 : Ghosts of Yet to Come (UK #71[5])
- 2019 : The Truth Ain't What It Used to Be (UK #69[5])
- 2021 : Even Up the Score (UK #98[5])
- 2022 : Score Settled (EP)